# Iwan Georgow

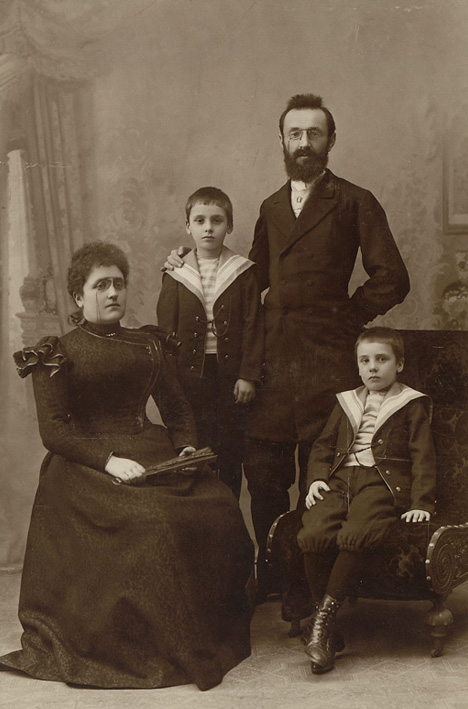
Georgow mit seiner Ehefrau Elisaweta und den Söhnen Wladimir und Ewgenij

Iwan Andreew Georgow (gebräuchliche Transliteration: Ivan Georgov, bulgarisch Иван Андреев Георгов; * 7. Januar 1862 in Veles, Bulgarien; † 13. August 1936 Sofia, Bulgarien) war ein bulgarischer Philosoph, Wissenschaftler, Mitglied der bulgarischen Akademie der Wissenschaften und Mitbegründer und erster Vorsitzender des Mazedonischen Wissenschaftlichen Instituts, sowie langjähriger Dozent und mehremaliger Rektor an der Sofioter St.-Kliment-Ohridski-Universität. Iwan Georgow gilt als Gründer der moderne bulgarische Philosophie. Die Politiker Ilija Georgow und Georgi Georgow waren seine Brüder.

## Leben
Ilija Georgow wurde 1860 in der makedonischen Stadt Veles im damaligen Osmanischen Reich, heute Nordmazedonien in der Familie von Andrej Georgow geboren. Zu dieser Zeit war Veles ein Zentrum der Bulgarischen Aufklärung. Er besuchte zuerst die bulgarische Schule in seine Heimatstadt, wurde jedoch 1875 von seinen Eltern nach Wien geschickt, wo er 1881 die Bürgerschule und 1883 die Lehrerbildungsanstalt abschloss. Danach wurde er an der Universität in Jena für das Studium der höheren Pädagogik zugelassen.
Nach dem Abschluss der universitären Ausbildung zog er mit seiner Familie, wie viele andere makedonische Bulgaren, in das vom osmanischen Reich befreite Bulgarien. 1888 wurde er Dozent für Philosophie und Ethik an der neugegründeten Sofioter Universität und stellvertretender Leiter im Ministerium für Volksbildung. Zu dieser Zeit wurden die Dekane und Rektoren der Universität Sofia für jeweils ein Jahr aus dem Kollegium ausgewählt. Georgow wurde 1891, 1898, 1905, 1916 und 1918 zum Rektor der Universität gewählt.

## Werke
- Montaigne als Vertreter des Relativismus in der Moral. Leipzig 1889.
- Що е съвест? 1903.
- Първите начала на езиковия израз за самосъзнанието у децата. 1905.
- Die Bulgarische Nation und der Weltkrieg; Gesammelte Aufsätze 1918.[3]
- Geschichte der Philosophie. Bände 1–4. bulg. История на философията. 1925–1936.
- Die heutige Lage in Makedonien unter serbischer und griechischer Staatsgewalt und der Völkerbund. bulg. Днешното положение в Македония под сръбска и гръцка власт и Обществото на народите. 1925.
- Die heutige Lage in Makedonien unter serbischer und griechischer Staatsgewalt und der Völkerbund. bulg. Днешното положение в Македония под сръбска и гръцка власт и Обществото на народите. 1926.
- La Question macédonienne. 1929.